# 維斯滕河
50°5′38.31″N 9°8′21.26″E / 50.0939750°N 9.1392389°E

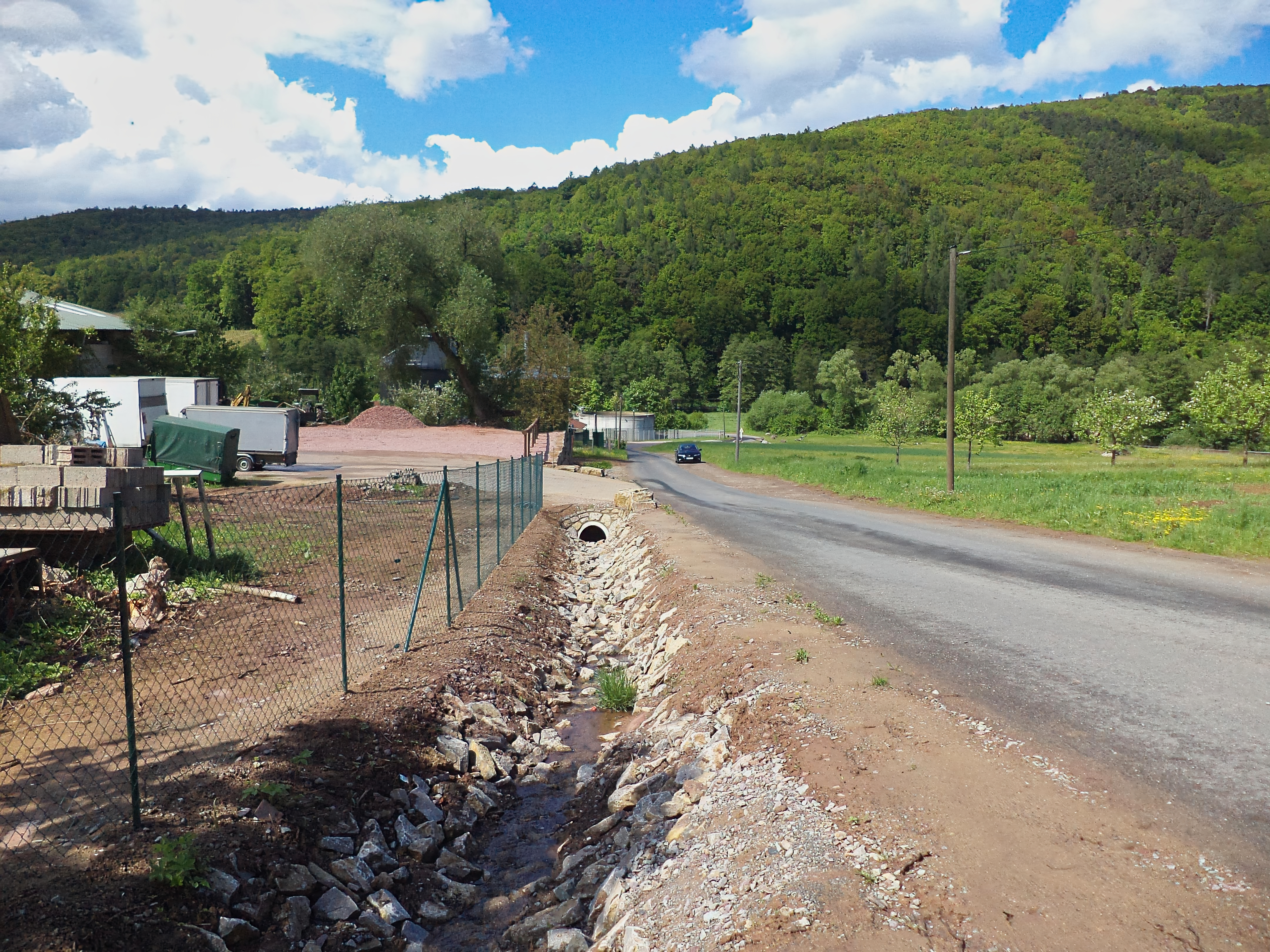

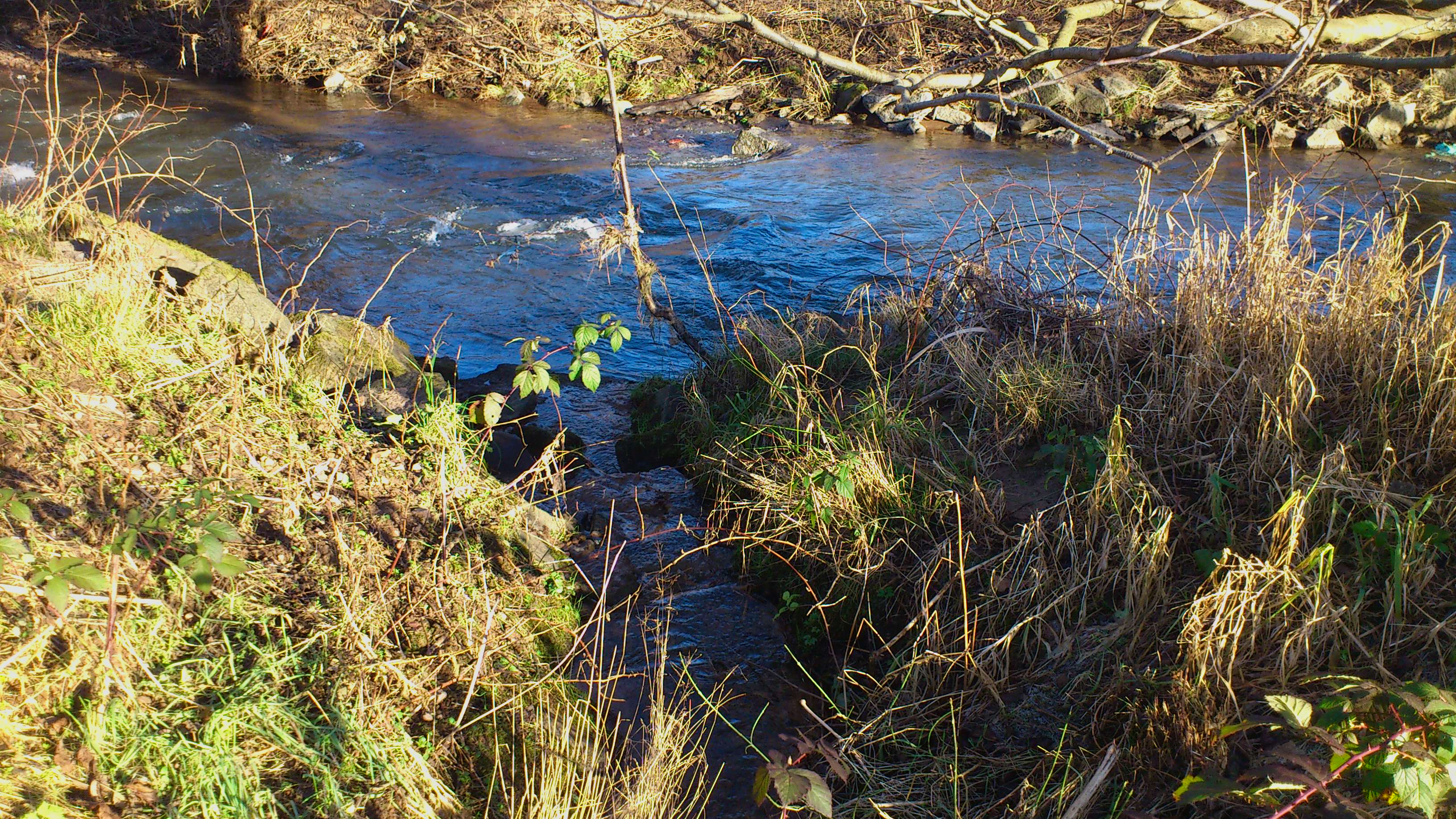

維斯滕河（德語：Wüstenbach），是德國的河流，位於該國東南部，由巴伐利亞負責管轄，屬於卡爾河的左支流，河道全長0.8公里，流域面積0.6平方公里。